# レオナール・ムランバ

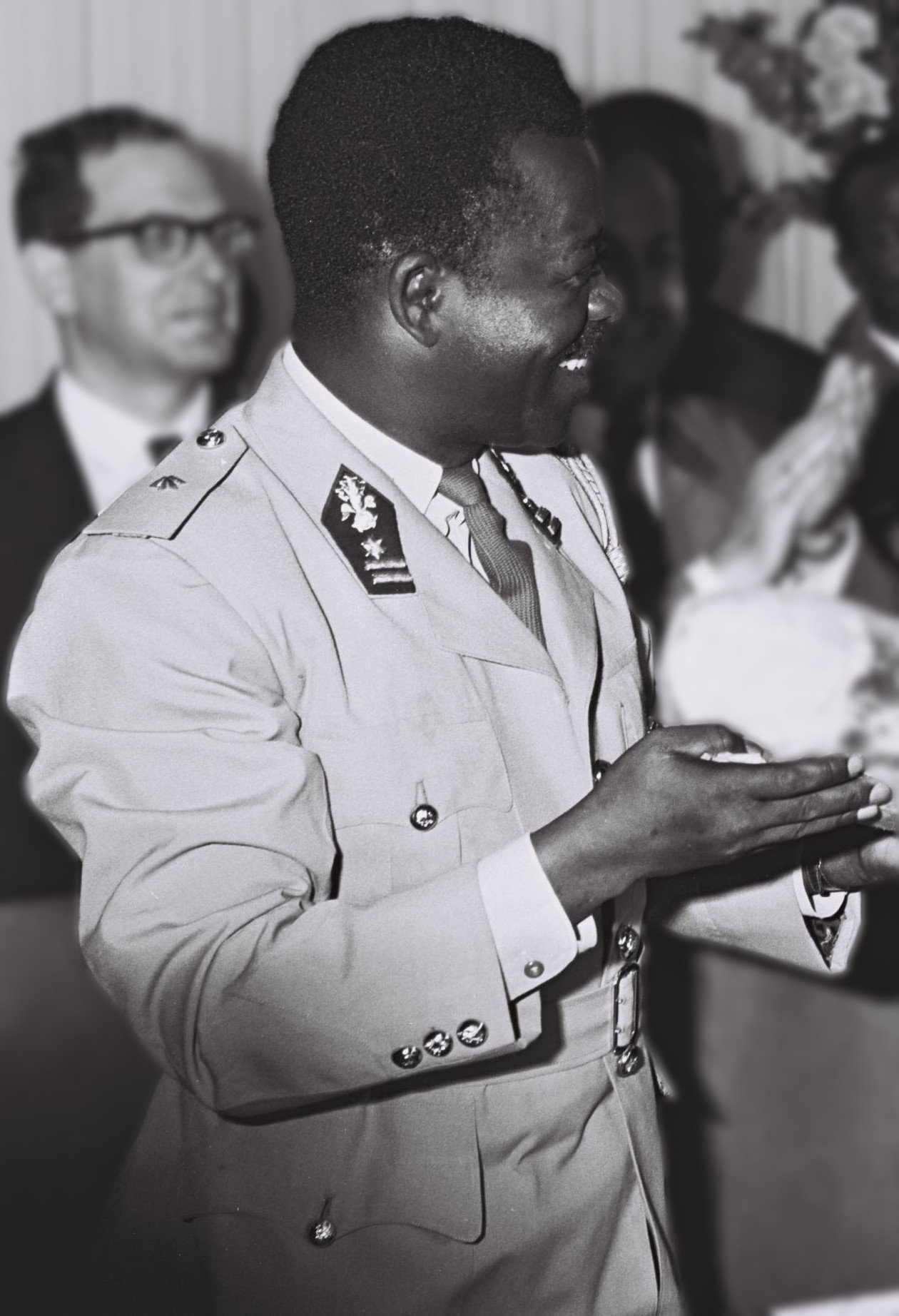
1966年7月

レオナール・ムランバ（フランス語: Léonard Mulamba、1928年 - 1986年8月12日）は、コンゴ民主共和国の軍人、政治家。
第9代コンゴ民主共和国首相。少将。ザイール化政策による改名した名前はムランバ・ニュニ・ワ・カディマ（Mulamba Nyunyi wa Kadima）。
1928年あるいは1930年、カサイ地方に生まれ、1949年に植民地時代の国家憲兵隊（Force Publique）に入隊した。1960年には少佐に昇進し、独立後はすぐに将校となった。1960年にはルルアブールのジャンダルムIX大隊の指揮を執った。1964年10月からコンゴ民主共和国軍の参謀長を務め、1965年11月25日のジョセフ・デジレ・モブツによるクーデターで首相に任命された（当時大佐）。1960年には少佐に昇進し、独立後はすぐに将校となった。1960年にはルルアブールのジャンダルムIX大隊の指揮を執った。1962年、 Stanleyvilleの第3部隊の指揮官に任命される。1964年にキサンガニが反乱軍から奪還されると、北東部全域の軍事総督に任命された。1966年10月26日に首相職を解任された。解任後、国家元首だけでなく、政府首脳にもなった。その後、インド（1967-1969）や日本（1969-1976）、ブラジル（1976-1979）の大使を歴任した。